# قربانی عشق (فیلم ۱۹۹۱)
قربانی عشق (به انگلیسی: Victim of Love) فیلمی تلویزیونی محصول سال ۱۹۹۱ و به کارگردانی جری لندن است. در این فیلم بازیگرانی همچون جوبت ویلیامز، پیرس برازنان و ویرجینیا مادسن ایفای نقش کرده‌اند.